# Saint-Lieux-Lafenasse
 Saint-Lieux-Lafenasse là một xã thuộc tỉnh Tarn trong vùng Occitanie ở phía nam nước Pháp. Xã này nằm ở khu vực có độ cao trung bình 320 mét trên mực nước biển.
Thị trấn có con sông Dadou.